# Robert Goldman
 (mars 2020).
Si vous disposez d'ouvrages ou d'articles de référence ou si vous connaissez des sites web de qualité traitant du thème abordé ici, merci de compléter l'article en donnant les références utiles à sa vérifiabilité et en les liant à la section « Notes et références ».
Pour les articles homonymes, voir Robert (prénom), Goldman et Kapler.
Robert Goldman est un auteur-compositeur, né le 6 juin 1953 dans le 19e arrondissement de Paris. Il est également producteur de musique et cofondateur de la maison de production JRG.
Il est le frère cadet de Jean-Jacques Goldman.

## Biographie
Robert Goldman, né en 1953 à Paris, est le cadet d'une famille juive de quatre enfants. Il est le demi-frère du militant d'extrême gauche et bandit Pierre Goldman, assassiné en 1979, le frère d'Évelyne, médecin, et de l'auteur-compositeur-interprète Jean-Jacques Goldman, dont il est le manager et avec qui il a fondé la maison de production JRG (J signifie Jean-Jacques, R Robert et G Goldman). 
Sa mère, Ruth Ambrunn, est née à Munich en Allemagne. Son père, Alter Mojsze Goldman, est né à Lublin en Pologne et a fait partie de la Résistance française durant la Seconde Guerre mondiale. 
Il est l'auteur-compositeur de près de 70 chansons, écrites pour plus d'une vingtaine d'artistes, et souvent signées du pseudonyme J. Kapler.

## Discographie
Il a composé et écrit plusieurs chansons avec son frère Jean-Jacques Goldman.
Vanessa Amorosi
- Champagne, champagne (A/C J. Kapler, B.O Absolument fabuleux, 2001)

France D'Amour
- Ce qui me reste de toi (A/C J. Kapler et Frédéric Kocourek / J. Kapler, France d'Amour, 2002)
- Je n'irai pas ailleurs (A/C Roger Tabra, France D'Amour et J. Kapler / J. Kapler, France d'Amour, 2002)
- Le bonheur me fait peur (A/C J. Kapler, France d'Amour, 2002)
- Quand je me love en toi (A/C France D'Amour, J. Kapler et P. Kapler / J. Kapler, France d'Amour, 2002)
- Que des mots (A/C J. Kapler, France d'Amour, 2002)
- Vous étiez (A/C J. Kapler, France d'Amour, 2002)

Tina Arena
- Aller plus haut (A/C J. Kapler, In deep, 1999)
- S'il faut prier (A/C J. Kapler, Un autre univers, 2005)
- Tu aurais dû me dire (A/C J. Kapler et Mathias Goudeau / J.Kapler, Un autre univers, 2005)

Chimène Badi
- Le jour d'après (A/C J. Kapler, Dis-moi que tu m'aimes, 2004)
- J'aurais préféré (A/C J. Kapler et Lionel Florence / J. Kapler, Dis-moi que tu m'aimes, 2004)
- Le chant des hommes (A/C Michel Sardou et J. Kapler / J. Kapler, Le miroir, 2006)
- N'oublie pas (A/C J. Kapler, Le miroir, 2006)

Isabelle Boulay
- Parle-moi (A/C J. Kapler, Mieux qu'ici-bas, 2000)
- Quelques pleurs (A/C J. Kapler, Mieux qu'ici-bas, 2000)
- Quand vos cœurs m'appellent (A/C J. Kapler, Mieux qu'ici-bas, 2000)
- Sans toi (A/C Frédéric Kocourek / J. Kapler, Au moment d'être à vous, 2002)

Jimmy Cliff
- Take your time (A/C J. Kapler, Black magic, 2004)

Noémie Christiaens
- J'étais prête (?, 2004)

Céline Dion
- Je sais pas (A/C Jean-Jacques Goldman / J. Kapler, D'eux, 1995)
- I don't know (A/C Phil Galdston / J. Kapler, Falling into You, 1996)
- Zora sourit (A/C Jean-Jacques Goldman / J. Kapler, S'il suffisait d'aimer, 1998)
- Je t'aime encore (anglais) (A/C Jean-Jacques Goldman et J. Kapler / J. Kapler, One heart, 2003)
- Je t'aime encore (français) (A/C Jean-Jacques Goldman / J. Kapler, 1 fille et 4 types, 2003)
- Valse adieu (A/C J. Kapler, 1 fille et 4 types, 2003)

Lauren Faure
- Une femme qui pleure (A/C J. Kapler et Frédéric Kocourek / J. Kapler, Regards de femme, 2002)

Florence
- Si demain ne sert à rien (A/C J. Kapler et Frédéric Kocourek / Irène Bo, Poker menteur, 2003)

Patricia Kaas
- Je le garde pour toi (A/C Enrique Andreu et J. Kapler / J. Kapler, Sexe fort, 2003)

Angélique Kidjo
- Ne cédez jamais (A/C J. Kapler, F. Kocourek Black Ivory Soul, 2002), sous le pseudonyme de Moïse Albert

Marc Lavoine
- Je ne veux qu'elle (A/C J. Kapler et Marc Lavoine / J. Kapler, Marc Lavoine, 2001) en duo avec Claire Keim

Frédéric Lerner
- Si tu m'entends (A/C J. Kapler, On partira, 2000)

Marilou
- Aimer (A/C J. Kapler, La fille qui chante, 2005)

Sofia Mestari
- Derrière les voiles (A/C J. Kapler et Frédéric Kocourek / J. Kapler, 2001)

Yannick Noah
- Angela (A/C J. Kapler, Frontières, 2010) sous le pseudonyme de Moïse Albert
- Couleurs d'aimer (A/C J. Kapler, Charango, 2006)
- Danser (A/C J. Kapler, Charango, 2006)
- Frontières (A/C J. Kapler, Frontières, 2010) sous le pseudonyme de Moïse Albert
- Il est tard maintenant (A/C J. Kapler, Frontières, 2010) sous le pseudonyme de Moïse Albert
- J'aurais dû comprendre (A/C J. Kapler, Pokhara, 2003)
- J'y crois encore (A/C J. Kapler, Charango, 2006)
- Jamafrica (A/C J. Kapler, Yannick Noah, 2000)
- La voix des sages (A/C J.Kapler, Yannick Noah, 2000)
- Laissez-nous essayer (A/C J. Kapler, Pokhara, 2003)
- Madingwa (A/C J. Kapler, Yannick Noah, 2000)
- Quand ils sont là (A/C J. Kapler, Pokhara, 2003)
- Saigne l'eau (A/C J. Kapler, Frontières, 2010) sous le pseudonyme de Moïse Albert
- Simon Papa Tara (A/C J. Kapler, Yannick Noah, 2000)
- Si tu savais (A/C J. Kapler, Pokhara, 2003)
- Te quiero (A/C J. Kapler, Charango, 2006)
- Tu es là (A/C J. Kapler, Charango, 2006)
- Un jour « le combat » (A/C J.Kapler, Charango, 2006)
- Yessaï (A/C J. Kapler, Pokhara, 2003)
- Tout le monde (Pokhara, 2003)

Florent Pagny
- Une place pour moi (A/C Jean-Jacques Goldman / J. Kapler, Erick Benzi, Savoir aimer, 1997)

Michel Sardou
- Cette chanson n'en est pas une (A/C Michel Sardou / J. Kapler, Hors format, 2006)
- Le chant des hommes (A/C Michel Sardou et J. Kapler / J. Kapler, Hors format, 2006)
- Le cœur migrateur ((A/C J. Kapler, Hors format, 2006)
- Dis-moi (A/C J. Kapler et Pascale Schembri / J. Kapler, Du plaisir, 2004)
- Du plaisir (A/C Michel Sardou et J. Kapler / J. Kapler, Du plaisir, 2004)
- L'Évangile (selon Robert) (A/C Michel Sardou / J. Kapler, Hors format, 2006)
- J'ai tant d'amour (A/C Michel Sardou et J. Kapler / J Kapler, Du plaisir, 2004)
- Je ne sais plus rien (A/C Michel Sardou et J. Kapler / J. Kapler, Hors format, 2006)
- Je ne suis plus un homme pressé (A/C Michel Sardou et Agnès Hampartzoumian / J. Kapler et Agnès Hampartzoumian, Hors format, 2006)
- Je n'oublie pas (A/C Michel Sardou et J. Kapler / J. Kapler, Du plaisir, 2004)
- Je serai là (A/C Michel Sardou et J. Kapler / J. Kapler, Hors format, 2006)
- Loin (A/C Michel Sardou et J. Kapler / J. Kapler, Du plaisir, 2004)
- Même si (A/C Michel Sardou et J. Kapler / J. Kapler, Du plaisir, 2004)
- Nuit de satin (A/C Michel Sardou / J. Kapler, Hors format, 2006)
- 40 ans (A/C Michel Sardou / J. Kapler, Hors format, 2006)

Natasha St-Pier
- All I Have Is My Soul (A/C Michaël Jones et J. Kapler / J. Kapler, 2001)
- Je n'ai que mon âme (A/C J. Kapler, À chacun son histoire, 2001), chanson représentant la France au Concours Eurovision de la chanson 2001.
- Pourquoi tant de larmes (A/C J. Kapler et Frédéric Kocourek / J. Kapler, De l'amour le mieux, 2002)

Patrick Fiori
- Je ne serai jamais (A/C J. Kapler / Thierry Blanchard, Si on chantait plus fort, 2005)

Francky Vincent
- Retourne-toi (signé sous le pseudonyme : Yvon et Jacques Hulet)

Roch Voisine
- Dis-lui (A/C J. Kapler et Frédéric Kocourek / J. Kapler, Roch Voisine, 2001)
- Julia (A/C J. Kapler, Roch Voisine, 2001)
- Kibera (A/C Roch Voisine, J. Kapler et Frédéric Kocourek / Roch Voisine et J. Kapler, Roch Voisine, 2001)
- Un océan de peine (A/C J. Kapler, Roch Voisine, 2001)

Julie Zenatti
- Je voudrais que tu me consoles (A/C J. Kapler et Pascale Schembri / J. Kapler, Comme vous, 2004)
- Rendez-moi le silence (A/C J. Kapler et Enrique Andreu / J. Kapler, Comme vous, 2004)

Chantal Goya
- Robert Goldman a également remixé Bécassine, chanson de Chantal Goya de 1979, en Becassine is my cousine (Jean-Jacques Debout / Arrangements : J. Kapler) dans le cadre du film Absolument fabuleux de Gabriel Aghion en 2001. Le single entre au Top 50 et se vend à plus de 120 000 exemplaires.

## Eurovision
Robert Goldman est l’auteur de deux chansons défendues par la France au Concours Eurovision de la chanson :
- En 2001, choisi par France 3 (sous le pseudonyme de J. Kapler), il offre à Natasha St-Pier la chanson Je n'ai que mon âme qui se classera 4e sur les 23 pays participants de cette édition.

- En 2015, France Télévisions,  par l'intermédiaire de France 2, lui fait de nouveau confiance en sélectionnant sa chanson N'oubliez pas, interprétée par Lisa Angell, qui n'a pas connu le même succès puisque la France termine à la 25e place sur 27[2].

## Un artiste très discret
Robert Goldman est l'un des producteurs du spectacle des Enfoirés, auquel participe son frère Jean-Jacques.
Il apparaît également dans le DVD de la tournée 1998 En Passant de Jean-Jacques Goldman, lors d'une réunion des techniciens.
Dans l'un des albums auxquels Robert Goldman a participé, Isabelle Boulay remercie un certain Jimmy Kapler, mais lors du passage de Natasha St-Pier, interprétant Je n'ai que mon âme sur la scène de l'Eurovision, il est crédité en bas de l'écran Jill Kapler. Dans son album, Yannick Noah remercie, quant à lui, Jeannot Kapler. Cette anecdote provoqua le doute sur l'identité de J. Kapler avant que son identité fût révélée.[Quand ?]
Robert Goldman est très discret et n'apparaît presque jamais à la télévision. Sa dernière intervention télévisée date d'une participation à un Fréquenstar spécial Frédéricks/Goldman/Jones, présenté par Laurent Boyer, tourné au Maroc et diffusé en 1992 sur M6.